# Pleuroloma cala
Pleuroloma cala är en mångfotingart som först beskrevs av Chamberlin 1939.  Pleuroloma cala ingår i släktet Pleuroloma och familjen Xystodesmidae. Inga underarter finns listade i Catalogue of Life.